# Jan Pielok
Jan Stanisław Pielok (ur. 12 czerwca 1936 w Gdyni, zm. 9 listopada 2021 w Krakowie) – polski specjalista w zakresie geodezji górniczej, prof. dr hab. inż.

## Życiorys
W 1965 ukończył studia na Wydziale Geodezji Górniczej Akademii Górniczo-Hutniczej, w 1974 obronił pracę doktorską Określenie zmienności współczynnika czasu dla opisu kształtowania się niecek obniżeniowych w górotworze nad eksploatowanym pokładem, w 1987 habilitował się na podstawie pracy zatytułowanej Przebieg osiadania powierzchni w czasie, przy komorowo-filarowej eksploatacji złóż soli. 19 maja 1999 nadano mu tytuł profesora w zakresie nauk technicznych. 
Został zatrudniony w Katedrze Geodezji na Wydziale Przedsiębiorczości Wyższej Szkole Inżynieryjno-Ekonomicznej z siedzibą w Rzeszowie, oraz był kierownikiem w Katedrze Geodezji Górniczej na Wydziale Geodezji Górniczej i Inżynierii Środowiska Akademii Górniczo-Hutniczej im. St. Staszica.
Zmarł 9 listopada 2021.

## Odznaczenia i wyróżnienia
- Medal Komisji Edukacji Narodowej[2]
- Złota Odznaka „Za Zasługi dla Ochrony Środowiska i Gospodarki Wodnej”[2]
- Srebrna Odznaka „Za zasługi dla górnictwa RP”[2]
- Krzyż Kawalerski Orderu Odrodzenia Polski (2003)[3]